# (300147) 2006 VE68
(300147) 2006 VE68 es un asteroide perteneciente al cinturón de asteroides descubierto el 11 de noviembre de 2006 por el equipo del Spacewatch desde el Observatorio Nacional de Kitt Peak, Arizona, Estados Unidos.

## Designación y nombre
Designado provisionalmente como 2006 VE68.

## Características orbitales
2006 VE68 está situado a una distancia media del Sol de 3,146 ua, pudiendo alejarse hasta 3,754 ua y acercarse hasta 2,538 ua. Su excentricidad es 0,193 y la inclinación orbital 2,374 grados. Emplea 2038,46 días en completar una órbita alrededor del Sol.

## Características físicas
La magnitud absoluta de 2006 VE68 es 16,4. 